# Archidiocèse de Brazzaville
L’archidiocèse de Brazzaville est une juridiction de l'Église catholique romaine en République du Congo. L'archevêque actuel est Bienvenu Manamika Bafouakouahou, qui a notamment été précédé sur ce siège épiscopal par Anatole Milandou et le cardinal Émile Biayenda, assassiné en 1977.

## Histoire

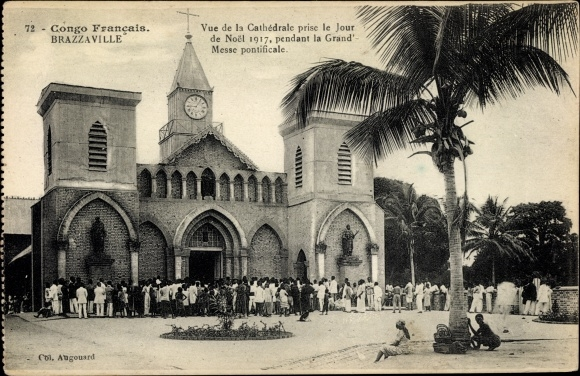
Cathédrale de Brazzaville (1917)

En 1886, le vicariat apostolique du Congo français est érigé par le pape Léon XIII et confié aux spiritains français. Dès 1890, ce dernier est subdivisé et la ville est alors le siège du vicariat apostolique du Haut-Congo français (ou Oubanghi). Ce dernier est renommé en vicariat apostolique de Brazzaville le 14 juin 1922. En 1955, ce dernier est élevé au rang d'archidiocèse.
L'Archidiocèse de Brazzaville dépend de la Congrégation pour l'évangélisation des peuples.

## Ordinaires

### Vicaire apostolique du Congo français
- Antoine-Marie-Hippolyte Carrie, C.S.Sp. (8 juin 1886 - 14 octobre 1890), nommé vicaire apostolique du Bas-Congo français

### Vicaire apostolique du Haut-Congo français
- Prosper Augouard, C.S.Sp. (14 octobre 1890 - 3 octobre 1921)

### Vicaires apostoliques de Brazzaville
- Firmin Guichard, C.S.Sp. (12 juin 1922 - 27 août 1935)
- Paul Biéchy, C.S.Sp. (27 janvier 1936 - 18 juillet 1954)
- Michel-Jules-Joseph-Marie Bernard, C.S.Sp. (18 juillet 1954 - 14 septembre 1955), promu archevêque

### Archevêques de Brazzaville
- Michel-Jules-Joseph-Marie Bernard, C.S.Sp. (14 septembre 1955 - 2 mai 1964)
  - Théophile Mbemba (11 novembre 1961 - 23 mai 1964, archevêque coadjuteur
- Théophile Mbemba (23 mai 1964 - (14 juin 1971), premier évêque d'origine congolaise
  - Émile Biayenda (7 mars 1970 - 14 juin 1971), archevêque coadjuteur
- Émile Biayenda (14 juin 1971 - 22 mars 1977), créé cardinal en 1973
- Barthélemy Batantu (15 novembre 1978 - 23 janvier 2001)
- Anatole Milandou (23 janvier 2001 - 21 novembre 2021)
  - Bienvenu Manamika Bafouakouahou (18 avril 2020 - 21 novembre 2021), archevêque coadjuteur
- Bienvenu Manamika Bafouakouahou, depuis le 21 novembre 2021

### Évêque auxiliaire
- Anatole Milandou (22 juillet 1983 - 3 octobre 1987), nommé évêque de Kinkala

## Évêques originaires du diocèse
- Urbain Ngassongo (né en 1961), évêque de Gamboma
- Ildevert Mathurin Mouanga (né en 1966), évêque de Kinkala

## Paroisses
L'archidiocèse compte 45 paroisses dont :
- Cathédrale Sacré-Cœur de Brazzaville
- Notre Dame de l'Assomption
- Notre Dame de Fatima
- Saint Louis des Français
- Sainte Anne du Congo
- Saint Jean-Baptiste de Talangaï
- Saint Esprit de Moungali
- Notre Dame des Victoires de Ouenzé
- Jésus Réssucité de la Divine Miséricorde
- Sainte Rita de Moukondo
- Saint Jean-Marie Vianney de Mouléké
- Saint Agustin de la Tsiémé
- Saint Louis Marie Grignon de Montfort
- Sainte Bernadette de Kazis
- Notre Dame du Rosaire de Bacongo
- Saint Pierre Claver de Bacongo
- Saint Charles Lwanga de Makélékélé
- Saint Kisito de la Météo
- Saint Michel de Ngangouoni
- Saints Martyrs de l'Ouganda de Kingouari
- Sainte Trinité de Kinsoundi Barrage
- Saint Jean l'Apôtre
- Ndona Marie de Mfilou
- Sainte Thérèse de Ngambio
- Saint Michel de la Base
- Saint Pie X de l'OMS
- Ndunzia Mpungu de Ngamaba
- Notre Dame des Apôtres de Sangolo
- Notre Dame du Suffrage de Moussosso
- Saint Paul de Madibou
- Saint André Kaggwa de Kombé
- Saint Alphonse de Liguori de Kibina
- Saint Antoine de Padoue de Koubola
- Saint Benoît de Nganga-Lingolo
- Saint Joseph de Linzolo
- Saint Michel de Goma-Tsétsé
- Saint Grégoire de Kingoma (Massengo)
- Saint Jules de Makabandilou
- Sainte Claire de Djiri
- Notre-Dame du Perpétuel Secours d’Igné
- Sainte Odile de Ngabé et Saint Pierre de Mbé
- Saint Marc d’Odziba
- Sainte Marie Madeleine d’Inoni Plateau